# Neon plutonus
Neon plutonus är en spindelart som beskrevs av Gertsch, Ivie 1955. Neon plutonus ingår i släktet Neon och familjen hoppspindlar. Inga underarter finns listade i Catalogue of Life.